# Julio Arrizabalaga Aguirreazaldegui
Julio Arrizabalaga Aguirreazaldegui (Éibar, 1957) es un médico internista creador y primer director científico en 2011  del Instituto de investigación sanitaria Biodonostia en San Sebastián (España).
Fue el primer centro acreditado de estas características del País Vasco y de los primeros en España.

## Biografía
Nació en Ébar en 1957 y terminó la licenciatura de medicina por la Universidad del País Vasco en 1981.
Realizó la especialidad de medicina interna vía MIR en la Residencia Sanitaria Nuestra Señora de Aránzazu, hoy denominado Hospital Universitario Donostia.
En 1988 obtuvo la plaza de adjunto hospitalario  por concurso-oposición en la recién creada unidad de infecciosas del mismo hospital.
Fueron los inicios de la pandemia de VIH donde la medicina más que curativa, era paliativa con unos índices de mortalidad muy elevados.
Este hecho le hizo tomar conciencia de la importancia de la investigación sanitaria por lo que más adelante enfocó su trabajo hacia esta área.
En 1990 defendió la tesis doctoral en la Universidad del País Vasco con el título "Historia Natural de la infección por HTLV-III/LAV en adictos a la heroína en el País Vasco”.   y en  2004 realizó la Diplomatura de Postgrado en "Estadística y Diseño de Estudios Sanitarios"
Fue coordinador de Investigación del Hospital Donostia durante los años 2006-2009, acercando los servicios hospitalarios a los agentes del Parque Tecnológico, lo cual llevó a realizar con los mismos un Plan Estratégico de I+D+i, que fue el embrión del futuro Instituto de Investigación Sanitaria Biodonostia (IIS Biodonostia).
En 2009 fue nombrado director científico del IIS Biodonostia y en 2011 consiguió la acreditación como Instituto de Investigación Sanitaria por parte del Instituto de Salud Carlos III (ISCIII) , logrando su incorporación a la élite de Institutos de Salud Acreditados a nivel estatal y siendo el primer Instituto de Investigación Sanitaria del País Vasco  en conseguirlo.
El Instituto se volvió a acreditar en 2016 y 2021.
Puso en marcha  la Estrategia de Envejecimiento Ikagure BD en 2013 como germen de la búsqueda de la trasversalidad como elemento diferenciador introducido en la forma de trabajo de investigación desarrollado en el Centro.
Durante la Pandemia de la COVID-19 desplegó un trabajo de notable importancia, tanto con relación a la innovación respecto a pruebas diagnósticas, como en el acceso a nuevos medicamentos y vacunas para la población.

## Actividades académicas
Fue profesor de patología médica en enfermedades infecciosas en la UPV/EHU entre 2006 y 2016. y profesor del máster de VIH/sida de la Universidad de Barcelona y del máster de VIH/sida de la Universidad Autónoma de Madrid entre 1996 y 2000.
Ha dirigido  los Cursos  de la UPV/EHU, años 2012, 2014, 2017, 2019 y 2022; relacionados con Investigación e Innovación, Envejecimiento, Salud e Industria 4.0 y Terapias Avanzadas. 
 Investigación e Innovación en el Sistema de Salud. 2012.
 Envejecimiento Activo y Saludable: un reto para la Investigación en Salud e Innovación. 2014.
 Hacia un Envejecimiento Saludable a través de la Investigación y la Innovación. 2017
 Salud e Industria 4.0. 2019.
 Terapias Avanzadas: del Laboratorio al paciente y a la sociedad. 2022.
Ha sido director de varias tesis doctorales.

## Actividades relacionadas con la  investigación
Fue Investigador Principal del CAIBER y SCReN en el nodo Hospital Universitario Donostia/IIS Biodonostia entre 2008 y 2016.
Es miembro del comité asesor del grupo de pilotaje del binomio biociencias-salud de la RIS3 del País Vasco y miembro del consejo de innovación tecnológica de INNOBASQUE desde 2008. 
Participó en la Misión ITEMAS-USA "Healthcare Innovation and Entrepeneurship", en la que por invitación del Departamento de Estado de los EE. UU. (International Visitor Leadership Program) y junto con otros expertos de la Plataforma de Innovación en Tecnologías Médicas Sanitarias, visitaron distintos centros en Washington, Cleveland y Boston en febrero de 2020, con el objeto de generar intercambio y abrir oportunidades comerciales.
Es vocal de la comisión de dirección y seguimiento de las plataformas ISCIII de apoyo a la I+D +I en biomedicina y ciencias de la salud desde 2021.
Desde el 2021 es miembro del comité de dirección de la plataforma de dinamización e innovación de las capacidades industriales del SNS y su transferencia al sector productivo ITEMAS-ISCIII.